# Étampes (Arrondissement)
48°26′N 2°9′Ø / 48.433°N 2.150°Ø
Arrondissementet Étampes er et fransk arrondissement, der ligger i departementet Essonne. Arrondissementet består af 6 cantoner. Hovedbyen er Étampes.
| Canton kode | Navn           |
| ----------- | -------------- |
| 91-07       | Dourdan        |
| 91-08       | Étampes        |
| 91-09       | Étréchy        |
| 91-11       | La Ferté-Alais |
| 91-17       | Méréville      |
| 91-24       | Saint-Chéron   |